# زنبق زاگرس
ایریس زاگریکا (نام علمی: Iris zagrica) نام یک گونه از سرده زنبق است.